# Eduard Šabatka
Eduard Šabatka (30. července 1921 Kroměříž – 20. července 2007 tamtéž) byl český fotbalista a lední hokejista. Ve fotbale hrál ve středu pole nebo v útoku a později byl trenérem. Zemřel krátce před svými 86. narozeninami a je pohřben na kroměřížském hřbitově.
Za účast v odboji ve druhé světové válce byl vězněn v Breslau. Byl členem Českého svazu bojovníků za svobodu. Zastupitelstvo města Kroměříže mu v roce 1995 udělilo u příležitosti 50. výročí osvobození města a ukončení II. světové války Poděkování města Kroměříže. V roce 2000 mu ministr obrany ČR udělil Pamětní medaili k 55. výročí ukončení II. světové války za účast v boji za národní osvobození v letech 1939–1945.

## Fotbalová kariéra

### Hráčská kariéra
Kroměřížský rodák a odchovanec Hanácké Slavie začínal s fotbalem v roce 1930. V žákovském dresu si vyzkoušel všechny posty od brankáře po útočníka. Jako dorostenec hrával na pravém křídle a začal se objevovat v divizním (tehdy II. liga) A-mužstvu po boku svého idolu Jožky Silného – po němž byl druhým odchovancem v historii Hanácké Slavie, který hrál nejvyšší soutěž. V Teplicích se setkal s reprezentanty a pozdějšími soupeři Josefem Vostrým, Miloslavem Malým, Josefem Masopustem a Ladislavem Novákem.
V ročníku 1952 hrál I. ligu za MEZ Židenice (tento klub nemá nic společného s SK Židenice/Zbrojovkou) a vstřelil čtyři prvoligové branky.
Na sklonku své fotbalové kariéry se vrátil zpět do mateřského klubu, kde se stal dirigentem útoku a plnil roli „špílmachra“. Uplatňoval svou skvělou techniku, nápaditou hru s využitím bohatých zkušeností z nejvyšších soutěží. Vzhledem ke své fyzické kondici mohl hrát až do svých 44 let.
V sobotu 24. března 2012 byli společně s Josefem Silným posmrtně vyznamenáni za zásluhy o rozvoj kroměřížské kopané.

### Prvoligová bilance
| Ročník         | Zápasy | Góly | Minuty | Klub         |
| -------------- | ------ | ---- | ------ | ------------ |
| I. liga 1952   | 15     | 4    | –      | MEZ Židenice |
| CELKEM I. LIGA | 15     | 4    | –      |              |

### Trenérská kariéra
Po skončení aktivní činnosti se věnoval trenérské práci. V roce 1963 získal po absolvování kurzu v Bratislavě diplom trenéra II. třídy. Postupně trénoval kroměřížský ligový dorost, kde získával ostruhy nadějný kapitán Petr Uličný, první mužstvo Slavie Kroměříž, divizní OP Prostějov, Duklu Kroměříž a Technoplast Chropyně. Dlouhodobě zastával funkci člena krajské trenérské rady fotbalové sekce v Brně. Za svou obětavou práci pro kopanou obdržel od Československého fotbalového svazu zlatý odznak. Českomoravský fotbalový svaz mu udělil Zlatou plaketu k 70. výročí československé kopané. Českomoravský fotbalový svaz jej znovu odměnil Pamětním listem při příležitosti 100. výročí trvání kopané.

## Hokejová kariéra
Věnoval se rovněž lednímu hokeji, vrcholově jej hrál v Pardubicích. Byl členem vítězné sestavy Sokola Pardubice, která v roce 1950 vybojovala v kvalifikaci postup do první ligy.
U příležitosti 80. výročí trvání ledního hokeje v Kroměříži obdržel od SK Haná jubilejní stříbrný odznak. Ještě ve svých 42 letech oblékal hokejový dres Spartaku Kroměříž. Pomáhal nově se tvořícímu mužstvu, když oddíl ledního hokeje obnovil činnost po
tříleté přestávce.